# Кусень Михайло Павлович
Михайло Павлович Кусень (нар. 13 вересня 1938, Львів) — радянський футбольний суддя і функціонер, український футбольний функціонер. Суддя всесоюзної категорії (1972), обслуговував ігри вищої ліги СРСР, представляв Львів. Входив до списку найкращих арбітрів Радянського Союзу: 1975, 1977 і 1978. Голова Федерації футболу Львівської області у 1992 — 1997 роках. Віце-президент ФФУ (1995 — 1996).

## Кар'єра
Закінчив Львівський державний інститут фізичної культури.
Грав за львівські футбольні колективи «Іскра» (1955), «Торпедо» (1956), «Спартак» (1957), ЛАЗ (1958) і «Світанок» (1959).
У суддівстві з 1955 року. 1968 року отримав республіканську категорію, 1972 — всесоюзну. Входив до списку найкращих арбітрів Радянського Союзу: 1975, 1977 і 1978.
Начальник «Карпат» (Львів) у 1979 і 1981 роках. Голова Федерації футболу Львівської області у 1992 — 1997 роках. Віце-президент ФФУ (1995 — 1996). Був членом виконкому ФФУ, працював делегатом ФФУ на футбольних матчах. Входить до складу Експертно-косультативної комісію ПФЛ. Жорсткий у керівництві.